# Taxa de mortalidade padronizada para a idade
Taxa de mortalidade padronizada para a idade é uma taxa de mortalidade que foi padronizada de modo a eliminar os efeitos da diversidade da estrutura etária nas populações a comparar.
Existem vários métodos de padronização. Na padronização directa, as taxas são caculadas a partir dos óbitos esperados numa população padrão - por exemplo, a população padrão europeia-, a partir das taxas de mortalidade específicas das populações a comparar.